# Chapelle Notre-Dame d'Aubune
La chapelle Notre-Dame d'Aubune est une chapelle romane située à Beaumes-de-Venise dans le département français de Vaucluse en région Provence-Alpes-Côte d'Azur.
Cette chapelle des XIe et XIIIe siècles, classée monument historique, constitue un des plus beaux exemples d'art roman provençal inspiré de l'antique, au même titre que l'église de Saint-Restitut, le prieuré du Val des Nymphes près de La Garde-Adhémar, la cathédrale Notre-Dame-des-Doms d'Avignon, la chapelle Saint-Quenin de Vaison-la-Romaine et l'église Notre-Dame-du-Lac du Thor.

## Localisation

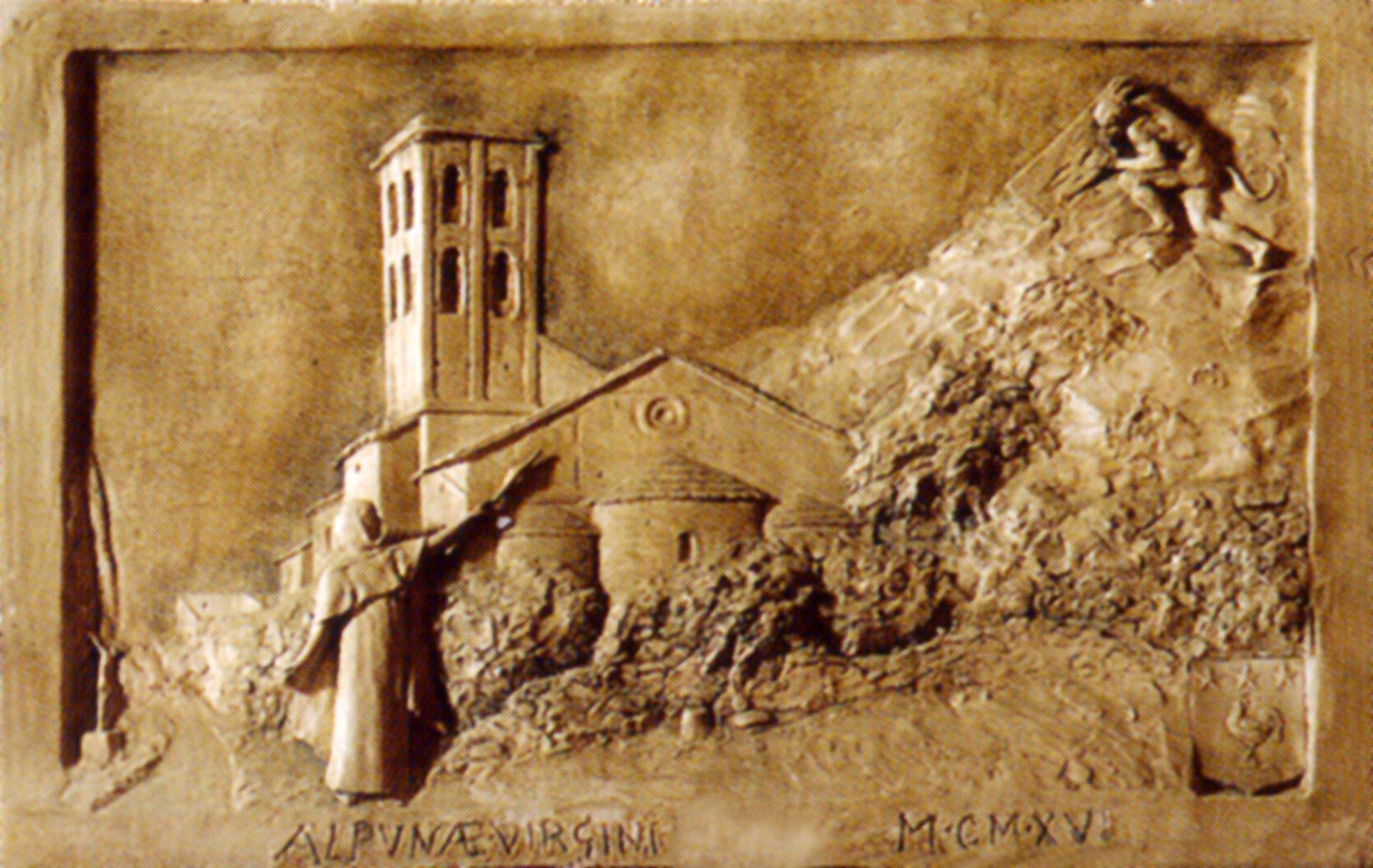
La Vierge arrête avec sa quenouille la pierre que le diable voulait jeter sur sa chapelle.

Dominée par le Rocher du Diable, la chapelle Notre-Dame d'Aubune (de Albuna - XIIe siècle) est située sur la commune de Beaumes-de-Venise, à l'ouest du village, au pied de la colline des « grottes d'Ambrosi » (sud-ouest des dentelles de Montmirail).
L'accès peut se faire soit à pied depuis le nord par deux sentiers qui descendent de la colline, soit en voiture depuis le village ou la départementale par un chemin par delà le canal de Carpentras.
Deux chemins de grande randonnée de pays passent près de la chapelle.

## Légende

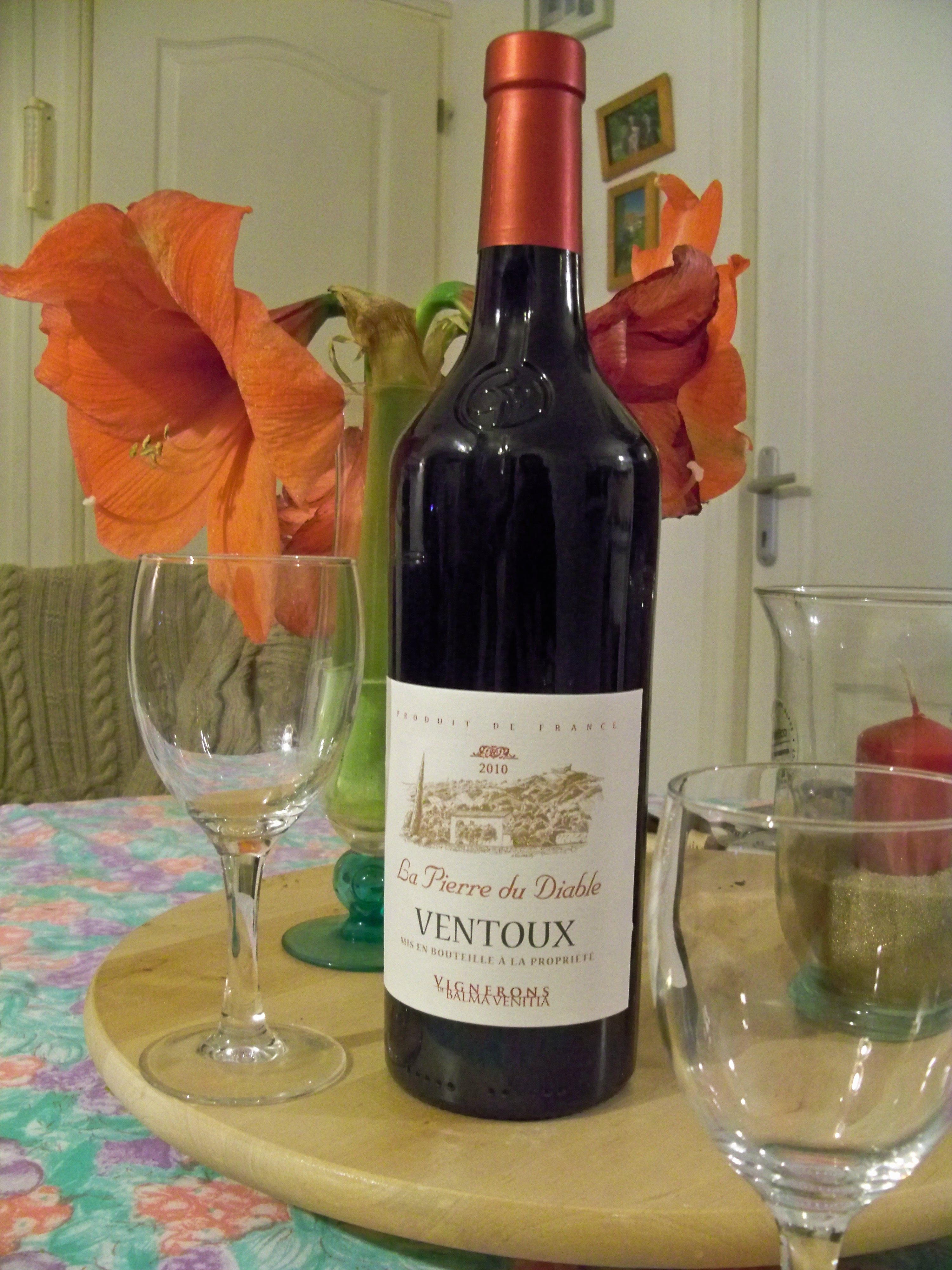
Bouteille de Beaumes-de-Venise rappelant la légende de la Pierre du Diable.

La légende raconte que Charlemagne - ou Charles Martel - aurait élevé cette chapelle après avoir gagné une bataille contre les Maures, au lieu-dit du Cimetière des Sarrasins. Le Diable détacha un rocher de la colline pour écraser la chapelle mais la Vierge arrêta la pierre. Il y a d'ailleurs encore sur la colline au dessus de la chapelle un lieu nommé la « Pierre du Diable »,,.
Une autre légende s'attache à cette chapelle dont on dit qu'elle a « seize baies et quinze cent cloches ». Dans le village, pour vous aider à décrypter cette énigme, il vous est donné la clef suivante : « Vingt cent mis l'âne dans un près et cent vingt dans l'autre » (Vincent mit l'âne dans un pré et s'en vint dans l'autre).

## Historique
Le chevet et le clocher datent de l'époque romane : le chevet est caractéristique du premier art roman (XIe siècle) tandis que le clocher date du début du XIIIe siècle,. 
La chapelle a été restaurée au XVIIe siècle, après les guerres de Religion : l'ermitage date de cette époque.
La chapelle est classée monument historique depuis le 19 novembre 1910. Elle a fait l'objet d'une importante campagne de restauration en 2007.

## Architecture

### Le clocher roman
Le clocher carré du début du XIIIe siècle présente une superbe décoration inspirée de l'antique :
- pilastres cannelés sur toute la hauteur du clocher
- colonnettes cannelées
- chapiteaux à feuilles d'acanthe

Jean-Maurice Rouquette, dans Provence Historique, explique : « la construction du clocher donne à cette modeste église romane une valeur plastique exceptionnelle. Située à flanc de coteau, Notre-Dame d'Aubune avait besoin d'une tour aussi élevée pour se détacher tel un signal dans la plaine. Conçu dans l'ambiance de la découverte de l'Antiquité, ce clocher affirme un style nouveau par la qualité de ses proportions, par l'équilibre de ses volumes et par la perfection de son appareil ».

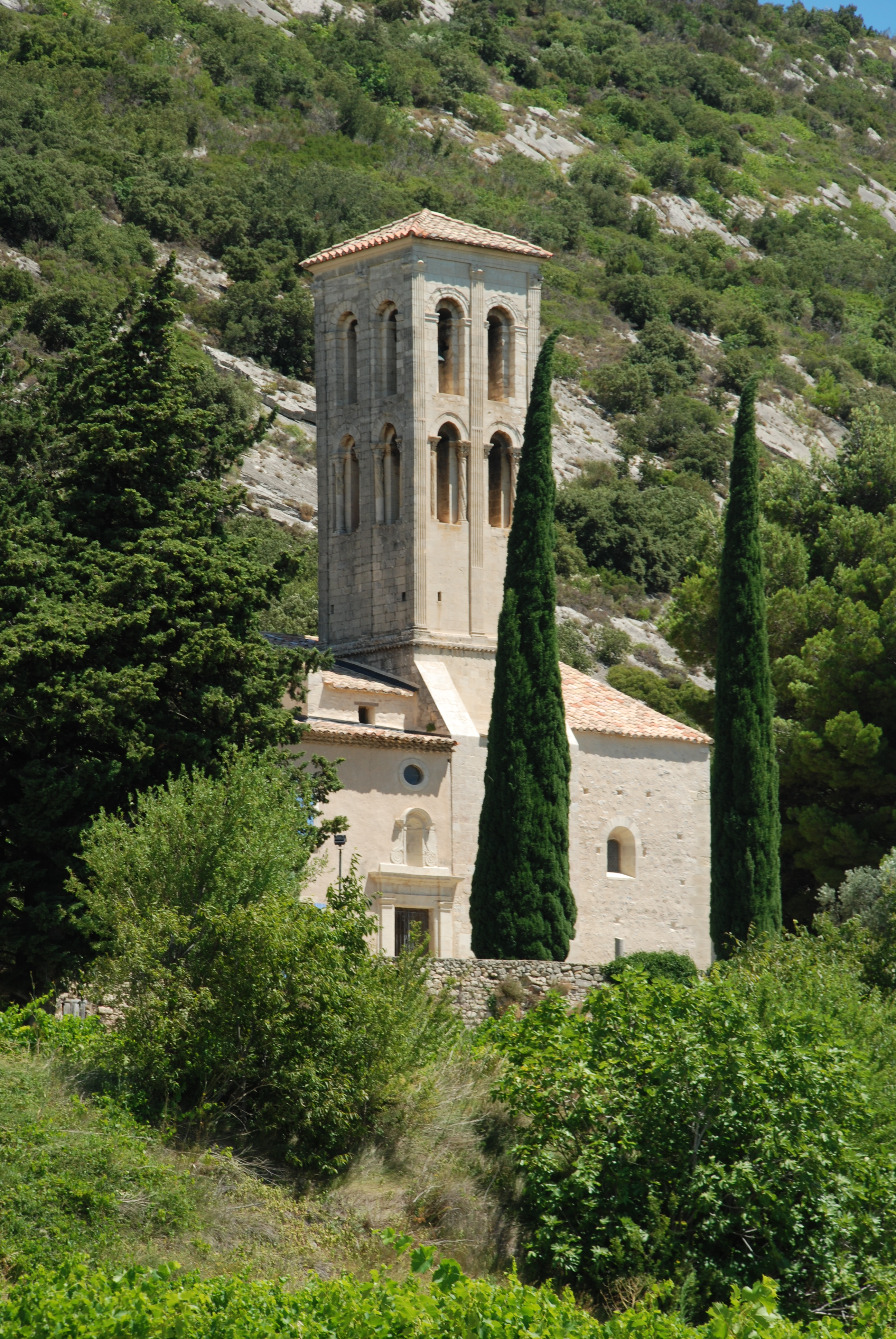
Notre-Dame d'Aubune.
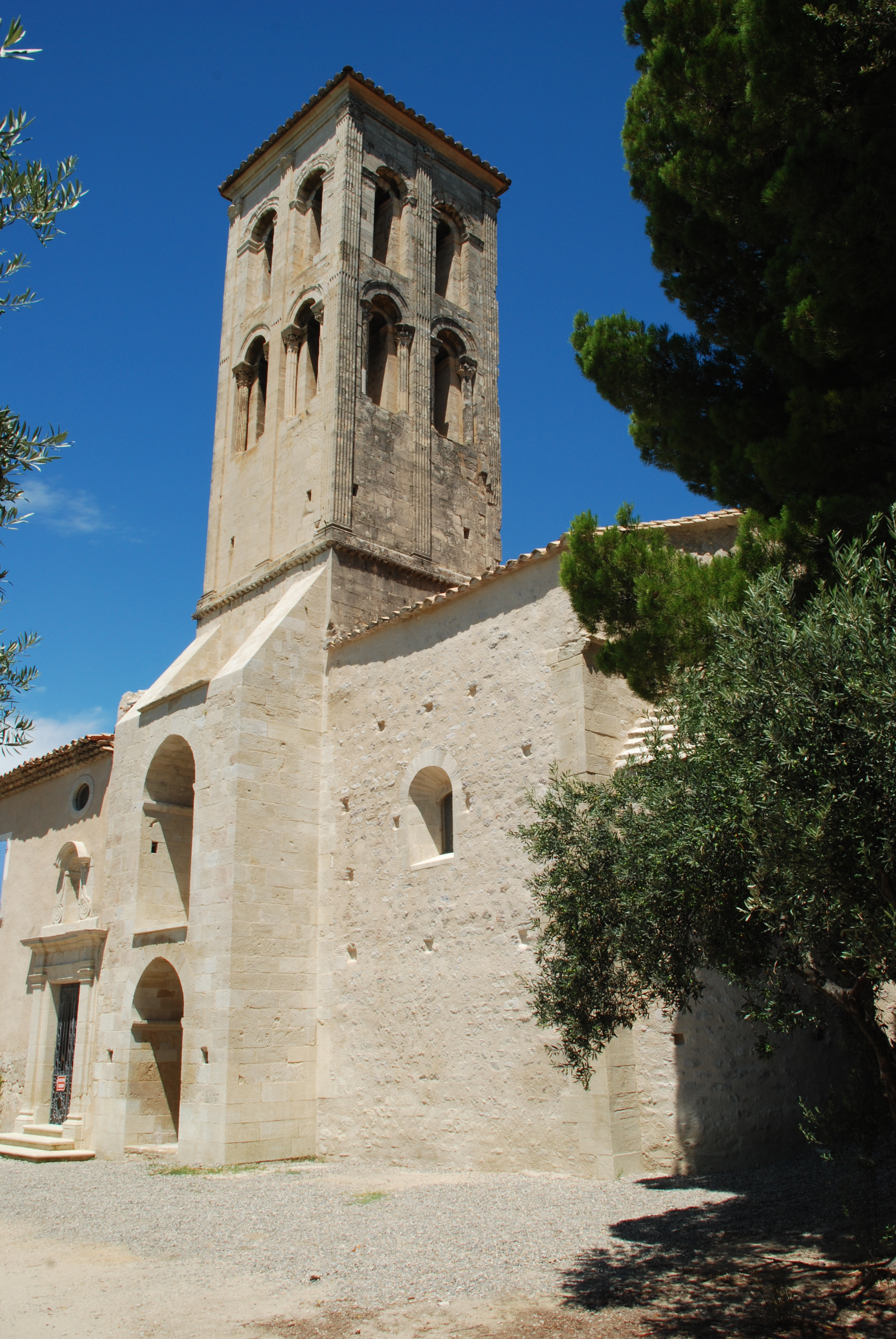
Le clocher, le transept et le chevet.
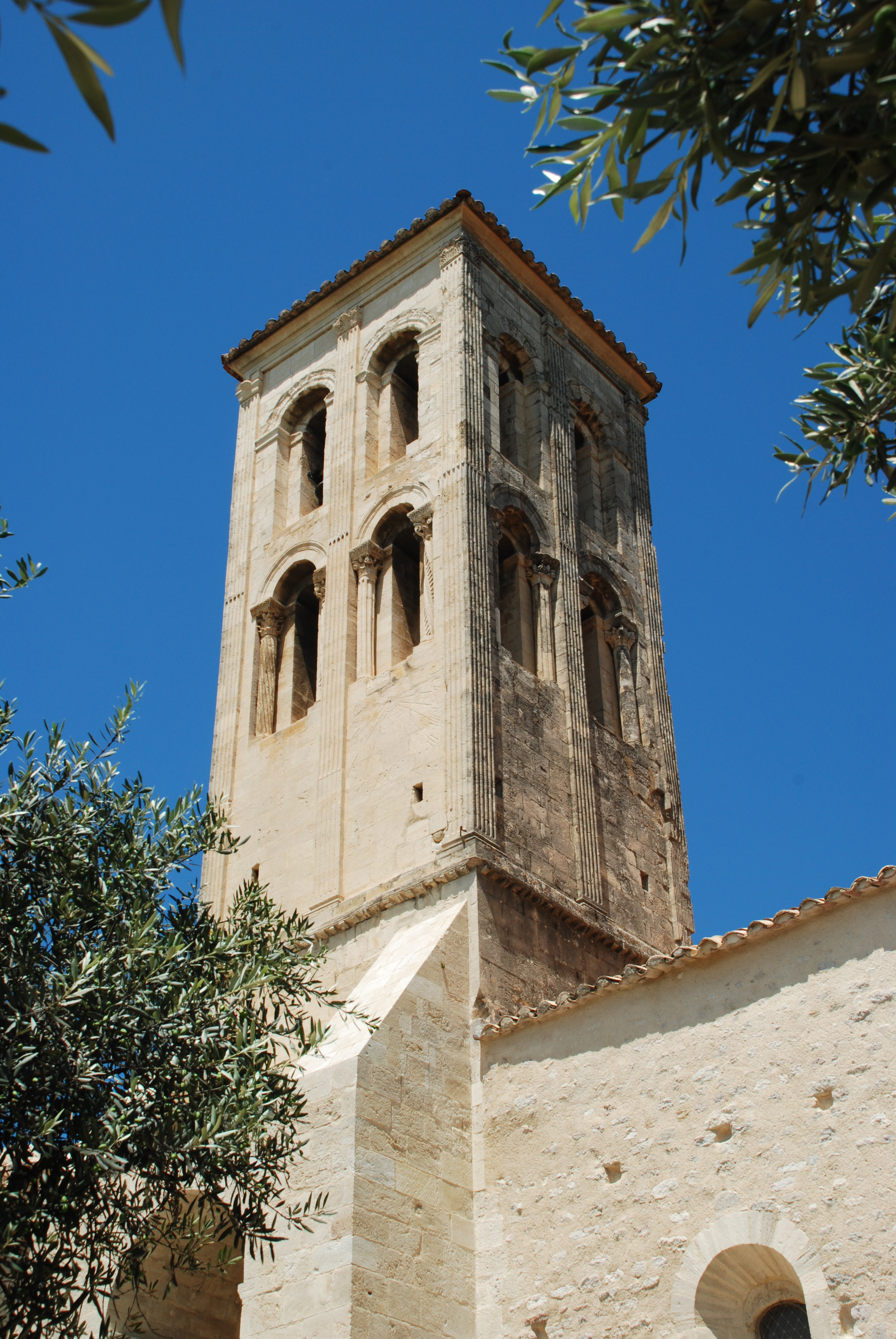
Le clocher carré.
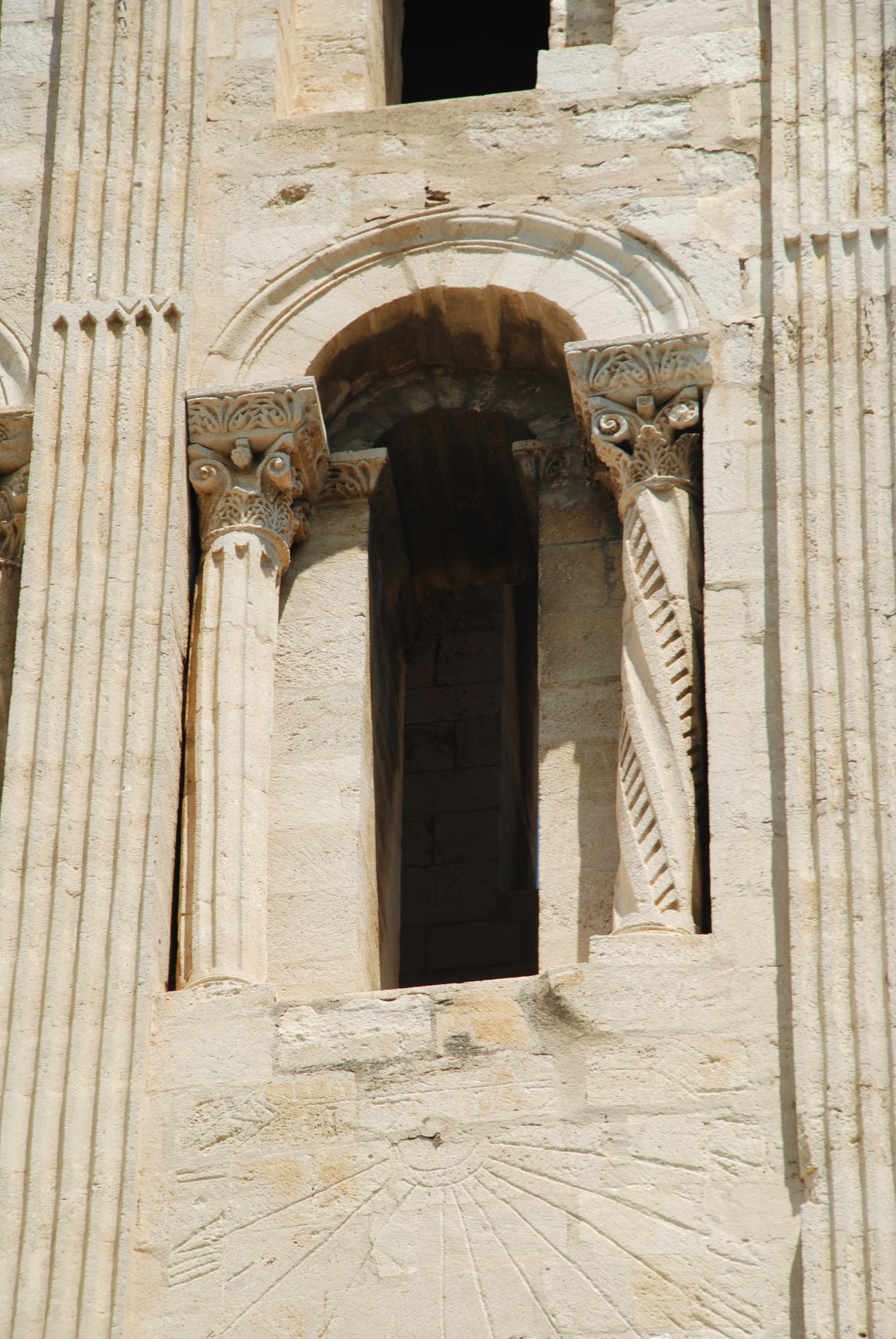
Pilastres et colonnettes.

### Le chevet roman et le transept
Le chevet est composé d'une travée de chœur et d'une triple abside très simple caractéristique du premier art roman (XIe siècle).
La travée de chœur est édifiée en moellon avec des chaînages d'angle en pierre de taille. 
Elle est prolongée par une abside et deux absidioles semi-circulaires édifiées en moellon et recouvertes de lauzes. Chacune des trois absides est percée d'une fenêtre absidiale à simple ébrasement. La fenêtre de l'abside centrale est surmonté d'un larmier sculpté en pierre de taille.
La façade orientale est percée d'un oculus à l'aplomb de l'abside centrale.
La maçonnerie de la travée de chœur et du chevet est percée de nombreux trous de boulin (trous laissés par les échafaudages).

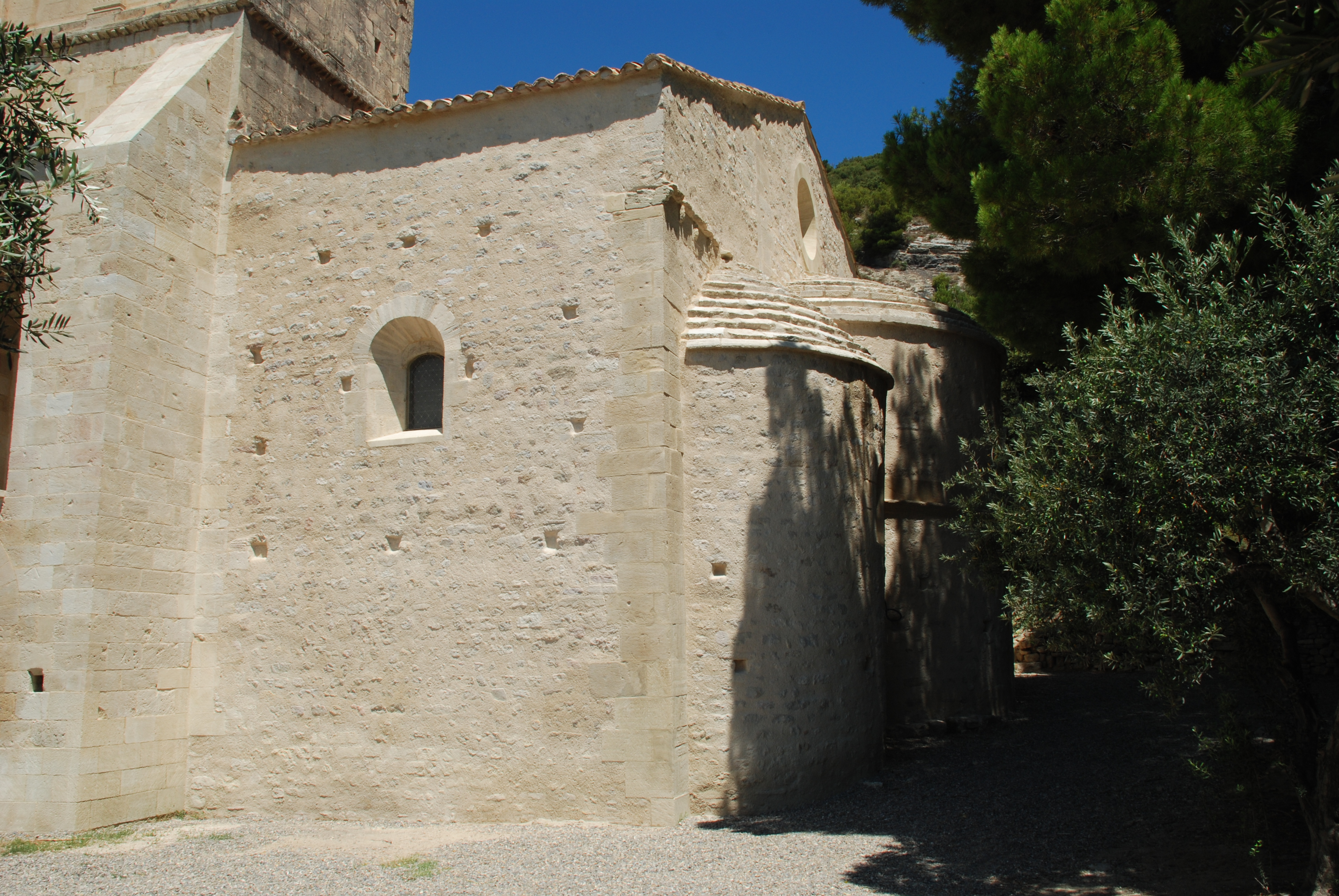
Le chevet.
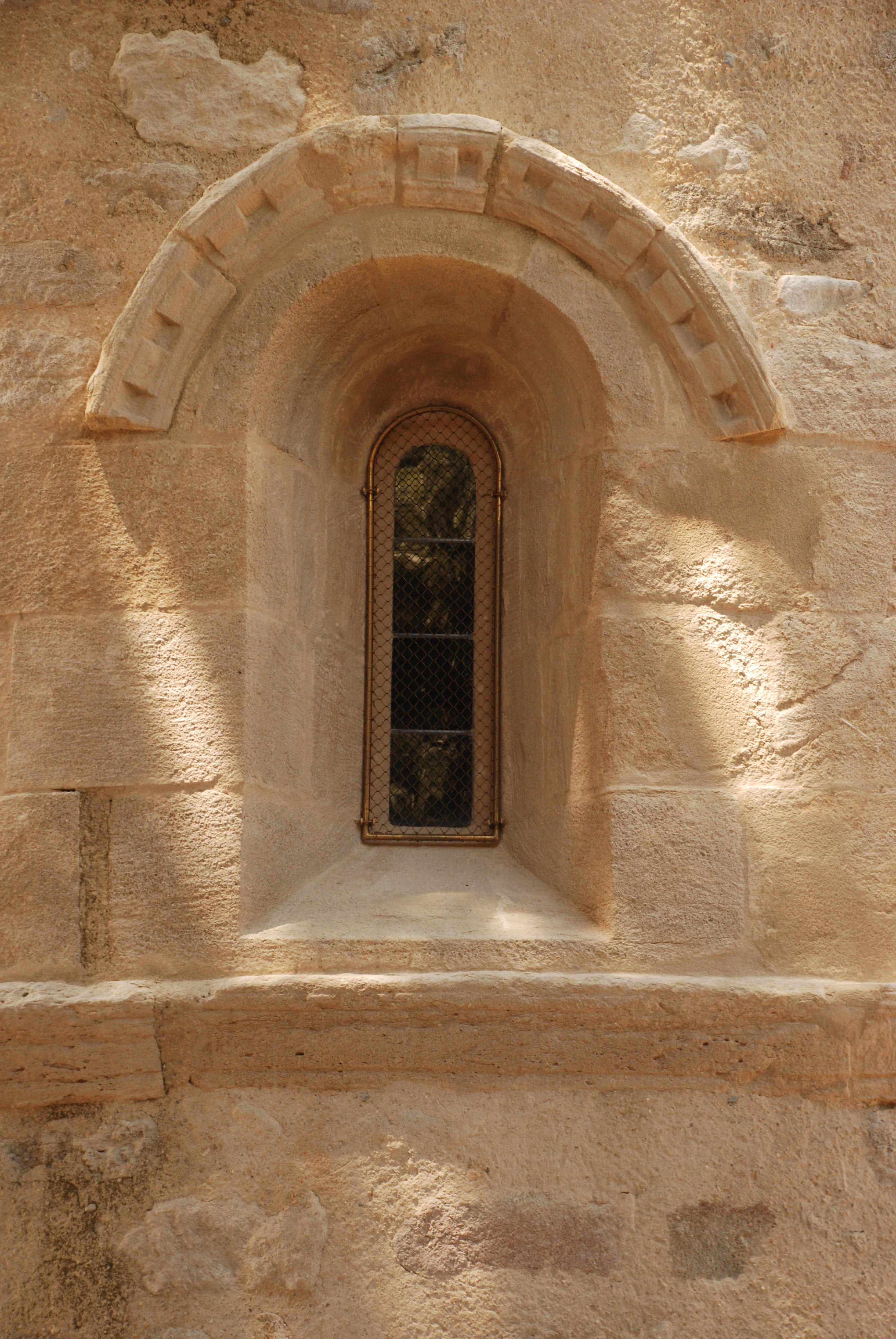
Fenêtre absidiale.
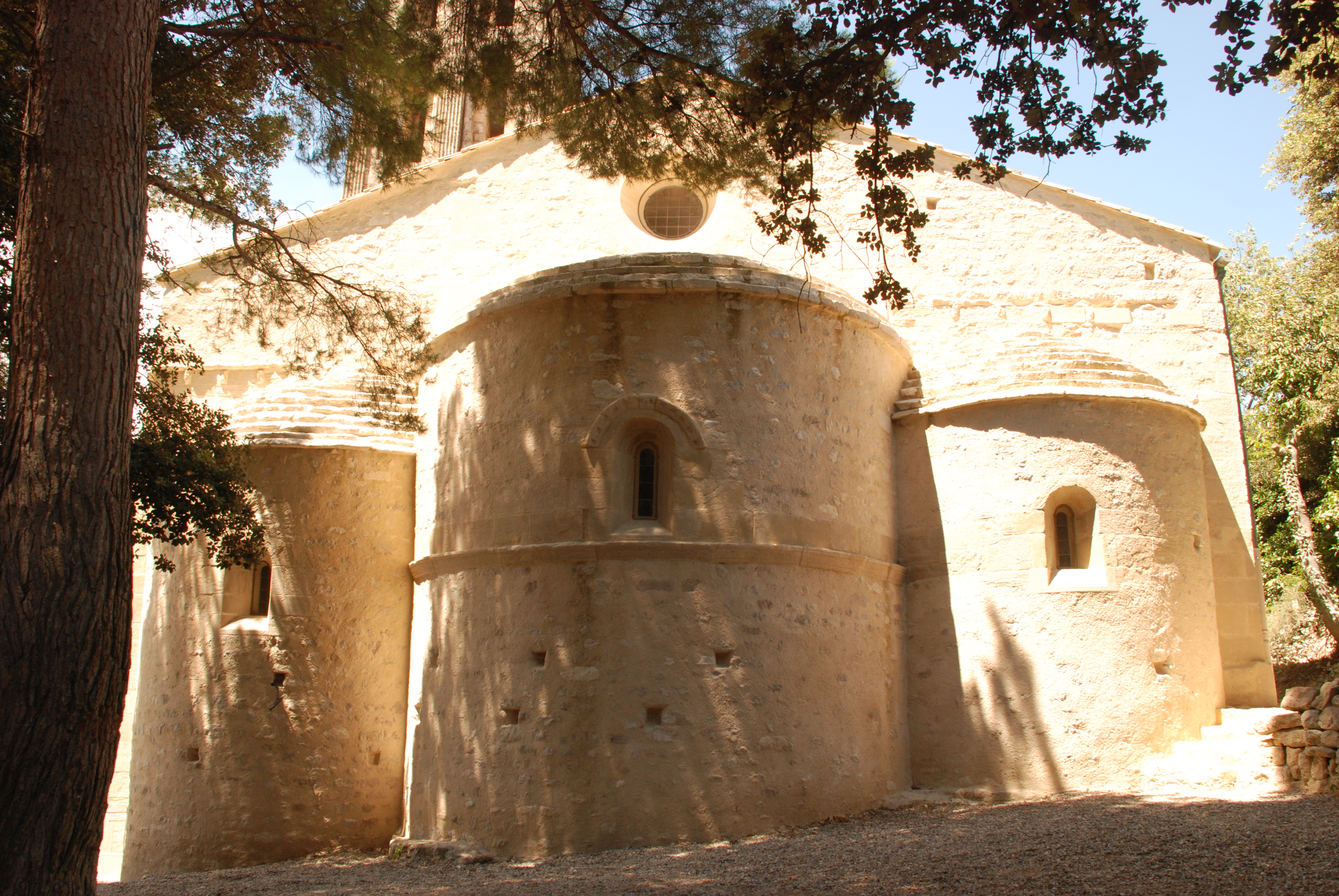
La triple abside.

### Les marques de tâcheron
Le côté sud du mur oriental du transept porte une marque de tâcheron représentant la signature du tailleur de pierre Hugues, dit VGo.
Ce lapidaire fut l'un des premiers, durant la seconde moitié du XIIe siècle, à signer son travail de son sigle VGo (Ugo) constitué d'un grand V, d'un G en faucille et d'un petit o. 
Guy Barruol signale que les noms d'appareilleurs en toutes lettres sont rares en Provence :
- BERTR. et GIL. à Saint-Gabriel de Tarascon
- JOHANNES et SIMON à l'abbaye Notre-Dame de Sénanque
- PONCIUS à Saint-Honorat des Alyscamps et à Notre-Dame d'Auton au Pègue
- PONTIUS à Carpentras et Saint-Andiol
- PETRUS à Arles
- STEFANUS à Saint-Trophime d'Arles, à Saint-Paul-Trois-Châteaux et au prieuré de Carluc près de Céreste.

## Sculpture
Très tôt christianisé, ce site a livré un autel tabulaire paléochrétien (IVe ou  Ve siècle) ainsi qu'une épitaphe à Epyminia, jeune chrétienne morte en 485. Sa pierre tombale a été déposée au musée lapidaire de Carpentras.